# Flambeau du Centre
Le Flambeau du Centre est un club burundais de football basé à Gitega.

## Histoire
Le club est issu de l'académie Le Messager FC, comme le Le Messager Football Club Ngozi, il évolue au début sous le nom Académie Le Messager FC Gitega avant de prendre le nom de Flambeau du Centre. Le Messager Gitega a pu accéder à la 2e division nationale après trois années de tractations pour cause de nom. Les dirigeants de la fédération ne pouvaient pas accepter deux équipes portant le même nom de Messager.
Depuis la saison 2017-2018, le club évolue en première division du Burundi. En 2022, le club remporte son premier titre de champion. 

## Palmarès
| Compétitions nationales                                                                                                   |
| --- |
| - Championnat du Burundi : (1) - Champion : 2021-22. - Coupe du Burundi : (1) - Vainqueur : 2025 - Finaliste : 2021, 2022 |